# John Patterson
John Malcolm Patterson (ur. 27 września 1921 w Goldville, zm. 4 czerwca 2021 tamże) – amerykański polityk i prawnik ze stanu Alabama, działacz Partii Demokratycznej.
Znany ze swojej działalności w rodzinnym stanie w okresie nasilonych konfliktów na tle rasowym oraz roli, którą odegrał w czasie przygotowań do interwencji na Kubie w 1961 roku (tzw. „Inwazja w Zatoce Świń”). Przez pewien czas był też tymczasowym prezesem stanowego Sądu Najwyższego.

## Wczesne lata
Urodzony w Goldville Patterson w okresie II wojny światowej służył w US Army, m.in. jako oficer pod bezpośrednimi rozkazami generała Dwighta Eisenhowera, na froncie we Francji, Włoszech, Niemczech i północnej Afryce.
Po odejściu ze służby w stopniu majora ukończył studia prawnicze na Uniwersytecie Stanu Alabama, ale został ponownie powołany do służby czynnej w Korei w latach 1951–1953. Ożenił się z Mary Jo Mcgowin, z którą ma trójkę dzieci.

## Prokurator generalny Alabamy
Po ostatecznym opuszczeniu wojskowych szeregów dołączył do firmy prawniczej swego ojca Alberta. Albert Patterson został w 1954 roku mianowany na stanowisko prokuratora generalnego Alabamy pod hasłem ścisłej walki z przestępczością, ale w czerwcu tegoż roku został zastrzelony.
John został mianowany przez demokratów kandydatem w specjalnych wyborach na miejsce opróżnione przez zamordowanego ojca i wygrał.
Jako szef stanowego wymiaru sprawiedliwości zasłynął nie tylko gorliwym zwalczaniem przestępczości pospolitej, ale i nałożeniem zakazu działalności na organizacje murzyńskie, działające na rzecz zniesienia segregacji rasowej oraz zwalczaniem bojkotu przez nich komunikacji miejskiej.

## Gubernator
Ponieważ w owym czasie w Alabamie, stanie Głębokiego Południa, dominowały tendencje konserwatywne w kwestii praw obywatelskich, Patterson (urzędujący gubernator-demokrata Jim Folsom sr. nie mógł ubiegać się zgodnie ze stanowym prawodawstwem o drugą kadencję) został kandydatem swej partii na gubernatora i, z poparciem m.in. Ku Klux Klanu wdzięcznego za jego działalność w kwestii murzyńskiej, z łatwością wygrał wybory w tym ówcześnie zdominowanym przez demokratów stanie i został 49. i najmłodszym (w wieku 38 lat) gubernatorem w historii Alabamy. W prawyborach pokonał m.in. George’a Wallace’a.
Zdecydowanie natomiast pozytywnie zapisał się w historii stanu jako Gubernator, wprowadzając szeroki program rozbudowany sieci komunikacyjnej i szkół.
Jego kadencja zaznaczyła się więc głównie dalszymi spięciami w stosunkach murzyńskich, ale istniały jeszcze inne, mniej do dzisiaj znane, jej strony.

### Znajomość z Johnem Kennedym
Kiedy w latach 50. ówczesny senator z Massachusetts John F. Kennedy przyjechał z wizytą do Alabamy, poznał się z prokuratorem generalnym Pattersonem. Między obu panami rychło, mimo różnic światopoglądowych, zawiązała się przyjaźń. Patterson, jako jeden z pierwszych działaczy partii, otwarcie poparł kandydaturę Kennedy’ego na prezydenta Stanów Zjednoczonych i dokonywał potajemnych wpłat na jego kampanię. Odegrał też niebagatelną rolę w kampanii w kwestii polityki zagranicznej.

### Rola w inwazji w Zatoce Świń
CIA zaangażowała gubernatora Pattersona w sprawę inwazji sił antykomunistycznych na Kubę i obaleniu Fidela Castro. Jego pomoc polegać miała na użyczeniu Stanowej Gwardii Powietrznej, która podlegała mu bezpośrednio, aby przeprowadzić szkolenia członków przyszłej kubańskiej brygady w Nikaragui. Patterson zgodził się, kiedy przedstawiciele wywiadu powołali się osobiście na prezydenta Eisenhowera. Cała sprawa ujrzała światło dzienne w 1997 roku, kiedy znany amerykański dziennikarz śledczy Seymour M. Hersh napisał o niej w swej książce pt. Ciemna Strona Waszyngtonu, rozprawiającej się z mitem prezydentury Kennedy’ego.
Patterson, zaniepokojony ewentualnymi następstwami politycznymi w wyniku inwazji przed wyborami, to jest wzrostem szans republikańskiego konkurenta Kennedy’ego Richarda Nixona, przekazał informacje samemu głównemu zainteresowanemu, który najprawdopodobniej użył ich jako środka nacisku w rozmowach z raczej przychylnymi mu władzami agencji do odroczenia jej terminu.
Tak czy inaczej wyszkoleni przez alabamską gwardię piloci kubańscy ruszyli do walki już po inauguracji Kennedy’ego, ale zostali, jak reszta sił, pokonani przez wojska Castro. Kilku pilotów z Alabamy nie posłuchało rozkazu i samowolnie ruszyło im na pomoc na pokładzie dwóch bombowców, ale zostali zestrzeleni i, najprawdopodobniej, zginęli.

## Dalsza kariera i emerytura
Po odejściu ze stanowiska szefa stanowej władzy wykonawczej Patterson powrócił do praktyki prawniczej. W 1966 roku kandydował bez powodzenia w prawyborach na gubernatora, przegrywając z Lurleen Wallace. W 1972 roku również bez powodzenia ubiegał się o stanowisko prezesa stanowego Sądu Najwyższego. W końcu w 1984 roku został mianowany sędzią stanowego sądu apelacyjnego, gdzie zasiadał do przejścia na emeryturę w 1997 roku.
Nieco niespodziewanie powrócił na scenę w 2004 roku, kiedy prezes SN Alabamy Roy Moore musiał odejść na skutek zawirowania, które zostało spowodowane umieszczeniem przez niego tablic z 10 przykazaniami w gmachu sądu (Sąd Najwyższy USA uznał to za pogwałcenie konstytucyjnej zasady rozdziału kościoła od państwa). Patterson został wtedy tymczasowym prezesem sądu.